# (27597) Varuniyer
(27597) Varuniyer est un astéroïde de la ceinture principale.

## Description
(27597) Varuniyer est un astéroïde de la ceinture principale. Il fut découvert le 19 février 2001 à Socorro (Nouveau-Mexique) par le projet LINEAR. Il présente une orbite caractérisée par un demi-grand axe de 2,34 UA, une excentricité de 0,14 et une inclinaison de 5,2° par rapport à l'écliptique.

## Compléments